# Дома с привидениями (Настоящий детектив)
«Дома с привидениями» (англ. Haunted Houses) — шестой эпизод первого сезона американского криминального драматического телесериала-антологии «Настоящий детектив». Премьера эпизода состоялась 23 февраля 2014 года на канале HBO. Режиссёром эпизода стал Кэри Фукунага, сценарий к нему написал Ник Пиццолатто.
В эпизоде показаны два временных периода. В одном из них, в 2002 году детектив полиции штата Луизиана Раст Коул (Мэттью Макконахи) ведёт своё собственное расследование об пропажах людей и связывает эти и другие возможные случаи со школами, которые финансировал Билли Ли Таттл. Его напарник Марти Харт (Вуди Харрельсон) снова изменяет жене Мэгги (Мишель Монаган), та узнаёт об этом и изменяет Марти с Растом, что приводит к ссоре Марти и Раста и уходу последнего из полиции. В 2012 году детективы Мейнард Гилбо (Майкл Поттс) и Томас Папания (Тори Киттлз) беседут с Марти, а затем и с его бывшей женой Мэгги по поводу Раста.
По данным Nielsen Media Research, эпизод посмотрело 2,64 млн зрителей, он получил рейтинг 1,1 в возрастной группе от 18 до 49 лет. Эпизод получил положительные оценки критиков, высоко оценивших актёрскую игру, режиссуру, сценарий и развитие персонажей.

## Сюжет

### 2002
Мартин «Марти» Харт (Вуди Харрельсон) навещает в изоляторе двух парней, которые занимались сексом с его дочерью Одри (Эрин Мориарти). Он предупреждает, что выдвинет обвинения в растлении, если они ещё раз приблизятся к его дочери, а затем избивает их.
Растин «Раст» Коул (Мэттью Макконахи) навещает Терри Гидри (Луис Хертум), отца пропавшего мальчика. Тот говорит, что его сын посещал школу Билли Ли Таттла «Королева ангелов». Затем он наносит визит пастору Джоэлу Териоту (Шей Уигем), ставшему алкоголиком, который упоминает о своей работе в школьной программе Таттла «Уэллспринг». Териот заявляет, что он нашёл свидетельства о растлении детей в школах и показал их дьякону Остину Фаррару, однако тот ничего не предпринял. После этого пастор ушёл из школы.
Марти и Раст работают над делом женщины, страдающей делегированным синдромом Мюнхгаузена, которая убила собственных детей. Раст добивается от неё признательных показаний, после чего советует ей совершить самоубийство. Затем он грубо требует от Марти напечатать за него отчёт, после чего они ругаются и Раст уходит из участка для продолжения своих расследований.
Во время визита в магазин Марти встречает Бет (Лили Симмонс), бывшую проститутку из борделя «Ранчо», которая теперь работает консультантом в T-Mobile. Бет соблазняет Марти и они занимаются сексом. Через несколько дней Мэгги (Мишель Монаган) находит в телефоне Марти сообщения от Бет и понимает, что он снова ей изменяет, однако сначала ничего ему не говорит. Она посещает бар, где флиртует с мужчиной.
Раст наносит визит Келли Ридер (Дисембер Энсмингер), девочке, которую он с Марти спас из плена Леду в 1995 году. Девочка находится в кататоническом ступоре и почти не разговаривает, но после вопросов Раста она вспоминает о «гиганте», на лице которого были шрамы, который заставлял её смотреть, как он пытает мальчика. После этого у Келли случается истерика, из-за чего Раст вынужден уйти. Об этом случае узнаёт новый начальник Раста майор Лерой Солтер (Пол Бен-Виктор), который делает Расту выговор. Раст пытается увязать несколько старых дел со школами Таттла и убийством Доры Лэнг, но это не убеждает Солтера и Марти. Майор запрещает Расту продолжать это расследование.
Раст игнорирует запрет начальства и наносит визит Билли Ли Таттлу (Джей О. Сандерс). Таттл заявляет, что дьякон Фаррар был уволен за присвоение имущества, а потом погиб в автомобильной аварии. Раст просит разрешения на изучение документов по программе «Уэллспринг», Таттл соглашается. Позднее Солтер, узнавший о визите Раста к Таттлу, отстраняет Раста от работы на месяц. Пьяного Раста в его квартире навещает Мэгги, которая сообщает ему об изменах Марти, соблазняет его и они занимаются сексом. После этого Мэгги признаётся, что сделала это, чтобы положить конец браку с Марти, так как он не простит ей измену с Коулом. Раст в бешенстве выгоняет Мэгги из своей квартиры.
Мэгги признаётся Марти, что изменила ему с Растом и о том, что она знает о его изменах. На следующий день Марти нападает на Раста на улице возле полицейского участка, их разнимают коллеги. Раст отказывается выдвигать обвинения против Марти и заявляет, что уходит из полиции.

### 2012
Детективы Гилбо (Майкл Поттс) и Папания (Тори Киттлз) допрашивают Мэгги. Они заявляют, что Раст может быть причастен к преступлениям, но Мэгги в это не верит. Также она делает вид, что не в курсе, из-за чего произошла ссора между Марти и Растом в 2002 году.
Гилбо и Папания спрашивают у Марти, мог ли Раст быть причастен к смерти Таттла. Марти решает завершить беседу с детективами и уходит. Он едет на своём автомобиле и замечает, как его преследует пикап, водитель которого сигналит ему. Обе машины останавливаются, из пикапа выходит Раст, который предлагает Марти поговорить. Марти соглашается. Когда Раст садится в свою машину, Марти проверяет, заряжен ли его пистолет.

## Восприятие

### Рейтинги
Эпизод посмотрело 2,64 млн зрителей, рейтинг у аудитории от 18 до 49 лет по шкале Нильсена составил 1,1. Это означает, что 1,1 % всех домохозяйств США посмотрело эпизод. Показатели выросли на 17 % по сравнению с пятым эпизодом, который посмотрели 2,25 млн человек (рейтинг Нильсена 0,9 в группе 18—49 лет).

### Оценки критиков
«Дома с привидениями» получили положительные отзывы критиков. Джим Вейвода из IGN поставил эпизоду 9 баллов из 10 возможных, назвав его «незамысловатым» и в большей степени, по сравнению с другими эпизодами, напоминающим стандартный полицейский сериал, но при этом «всё ещё захватывающим».
Эрик Адамс из The A.V. Club поставил эпизоду оценку «B+», написав, что любой, кто «слишком внимательно» смотрит сериал, превращается в Раста; эта же идея лежит в основе «Короля в жёлтом» Роберта Чемберса: каждый, кто прочтёт пьесу, сходит с ума. Он заметил: «Точно так же „Настоящий детектив“  — это сериал, который поглощает активного зрителя… „Дома с привидениями“ — не лучший эпизод первого сезона, но всё же ему удалось зацепить меня». Интересной «зацепкой» он посчитал кружку, из которой пьёт пастор Териот: на ней нанесён логотип компании John Deere — жёлтый олень, что является отсылкой как к «Жёлтому королю», так и к оленьим рогам. Бритт Хейз из Screen Crush отметила: «На последнем кадре мы видим машину Раста сзади — задняя фара всё ещё разбита, по прошествии всех этих лет, после того как Марти сломал её, когда узнал о связи Раста и Мэгги — хотя Раст мог давно её починить; это демонстрирует нам, что есть такой вред, который не так просто компенсировать».
Алан Сепинуолл из HitFix отметил, что в предыдущих эпизодах события 2012 года демонстрировались лишь для комментирования основного действия, а сейчас «это и есть основное место действия». Он также заметил, что женские роли в сериале не обладают самостоятельной ценностью: «женщины здесь нужны, чтобы нажимать эмоциональные кнопки мужчин», например в сценах с Мэгги «речь вообще не о ней», а о реакциях Марти и Раста. Гуилим Мамфорд из The Guardian назвал самой захватывающей сценой эпизода визит Раста к Таттлу: «напряжённая, острая беседа между двумя людьми, молча пытающимися раскусить друг друга». Кевин Джагнаут из IndieWire поставил эпизоду оценку «отлично» («A») и написал: «„Дома с привидениями“ — выразительное название для эпизода этой недели, точно описывающее растущую гниль, которую мы наблюдаем. В Доме Господа, безусловно, есть привидения убитых женщин и детей, в доме полицейских — привидения их возможных связей с убийствами; даже десятилетие спустя привидения обитают в доме бывшего брака Мэгги и Мартина, и, конечно же, в доме Раста полно привидений из его прошлой жизни».
Кенни Херцог из Vulture поставил эпизоду 5 баллов из 5 возможных, отметив, что феномен «Настоящего детектива» в том, что он написан как «пьеса, где не имеет значения, насколько громкое имя у персонажа — все играют свою роль... Внутри этой внутренней драмы горстка запутавшихся главных героев пытаются найти смысл среди постоянно меняющихся неверных направлений». Тони Сокол из Den of Geek поставил эпизоду 4,5 балла из 5 возможных и написал: «Луизиана полна заговорами, большими и малыми. Для Марти, Расти и Мэгги ложь даётся легко и каждый придерживается своей истории. Мы можем лишь догадываться, какую ложь говорят новые детективы. Встретившись на обочине дороги, два партнёра отправляются выпить пива, чтобы рассказать свои истории, а не смотреть телевизор в баре».
Крис О’Хара из TV Fanatic поставил эпизоду 4 балла из 5 и признался, что надеется увидеть в двух последних эпизодах, как Марти и Раст вновь работают вместе, хотя этим двоим «ещё многое нужно разрешить между собой». Шейн Райан из Paste поставил эпизоду 9,8 балла из 10 возможных и подробно разобрал ситуацию с изменой Марти жене и последующей изменой Мэгги, рассуждая о человеческих слабостях, травмах и об искуплении.

## Комментарии
1. ↑  Марти и Раст беседовали с ней в 1995 году, см. «Галлюцинации».
2. ↑  Это показано в эпизоде «Тайна самой жизни».